# Shih

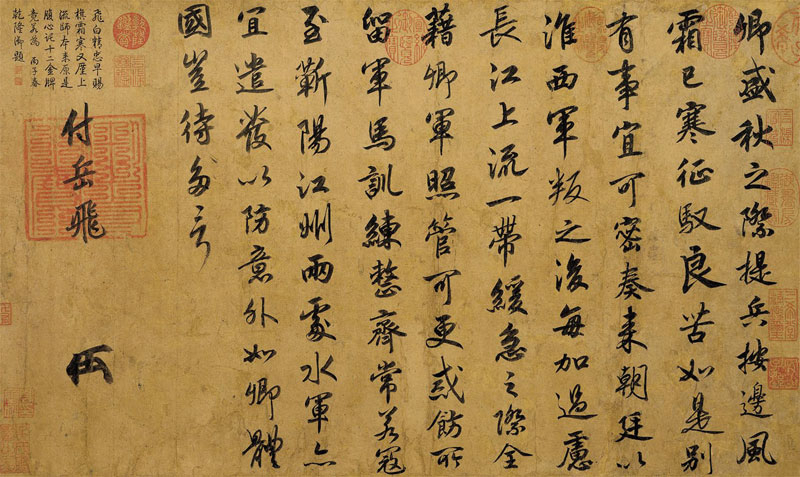
高宗 手詔 付岳飛 "Esta carta escrita en un guión regular también tiene elementos de guión. Los trazos y los puntos son refinados, el porte de los personajes es bastante elegante. Aunque pertenece a la categoría de un decreto imperial y fue escrito en un momento de inquietud militar, el el espaciado entre líneas de principio a fin es consistente, y revela completamente el logro de Gaozong en caligrafía ". (Museo del Palacio Nacional)

Shi y Shih  son romanizaciones del carácter 詩 o 诗, la palabra china para toda la poesía en general y en todos los idiomas.
En el análisis occidental de los estilos de la poesía china, el shih también se usa como un término de arte para una tradición poética específica, siguiendo el modelo de las antiguas obras chinas recopiladas en el Clásico Confuciano de Poesía. Esta antología incluía poemas aristocráticos (los "Himnos" y "Elogios") y obras más rústicas que se cree que se derivan de las canciones populares de Huaxia (las "Odas"). Están compuestas en chino antiguo, principalmente en líneas de cuatro caracteres. En tal análisis, la poesía "shi" se contrasta con otras formas como el "ci" derivado del Chu y el "fu" de la era Han. Sin embargo, este uso no es común dentro de la literatura china, que en su lugar clasifica estos poemas en otras categorías como "poesía clásica china", poesía "Campo y jardín" y poesía "reducida".

## Formas

### Gushi
Gushi, que significa "poesía antigua", se puede usar en cualquiera de los dos sentidos. Puede usarse ampliamente para referirse a la antigua poesía de China, principalmente las obras mayormente anónimas recopiladas en el Clásico Confuciano de Poesía, la tradición separada ejemplificada por las canciones de Chu de Qu Yuan y Song Yu, y las obras recopiladas por la música Han ". Oficina".
También se puede usar estrictamente para referirse a poemas en los estilos del clásico confuciano, independientemente de su tiempo de composición. Debido a la variedad de piezas incluidas en el Clásico, hay pocas restricciones formales aparte de la longitud de la línea (generalmente cuatro caracteres y no más de siete) y rima cada otra línea.

### Jintishi
Jintishi (chino: 近 體 詩?, Pinyin: jìntǐshī) que significa "Poesía moderna", es el verso que se usó sobre todos los demás para poemas cortos e impresionistas, muy confiables y altamente concentrados. Los poemas recuerdan al haiku japonés, aunque estos impulsan la concentración durante mucho tiempo. En términos técnicos, el jintishi sigue reglas extremadamente detalladas; por lo tanto, es difícil escribir jintishi, y por esta razón, estos poemas durante más de mil años en China han sido considerados como la poesía más excelente.
En realidad se compuso a partir del siglo V en adelante y se considera que fue desarrollado completamente por la dinastía Tang temprana. Las obras se escribieron principalmente en líneas de cinco y siete caracteres e involucran patrones de tonos restringidos, con la intención de equilibrar los cuatro tonos del chino medio dentro de cada pareado. Las formas principales son el jueju de cuatro líneas, el lüshi de ocho líneas y el pailü ilimitado. Además de los patrones tonales, se entendía que lüshi y pailü requerían aún más paralelismo en sus pareados interiores: un tema desarrollado en un pareado se contrastaría en el siguiente, usualmente por medio de las mismas partes del habla.

### Historia
El Jintishi se desarrolló durante la dinastía Tang (618–907) a partir de la forma más antigua de gutishi, pero en muchos aspectos está mucho más regulada que esto. Una novedad fue que tomaron en cuenta los tonos de las palabras del idioma chino y crearon versos para ellos. Desde sus orígenes e incluso hasta el avance del verso libre en el siglo XX, se puede decir que el jintishi ha sido considerado como el verso principal del lirismo chino. Incluso después del colapso de la cultura clásica en relación con el movimiento del Cuatro de Mayo en 1919, el jintishi se ha escrito de vez en cuando; Por ejemplo, el antiguo presidente del Partido Comunista de China, Mao Zedong, publicó varios poemas escritos en este verso. Jintishi ganó importancia incluso fuera de China; en Vietnam, bajo el nombre lng luật, llegó a ser tan dominante como en China, y en Japón, el haikun puede haber evolucionado a partir de la enstrofiga jintishin.
En el siglo XX, las reglas métricas estrictas del género llegaron a experimentarse como una camisa de fuerza contra la que uno se rebelaba obviamente. Incluso su propio lenguaje se volvió obsoleto; jintishi siempre había sido escrito en chino clásico y la extensión limitada de los poemas se adaptaba a este lenguaje de pelo corto, pero en la nueva literatura de lenguaje y lenguaje que surgió, el formato del verso no era suficiente. No obstante, los jintishi, especialmente los de la dinastía Tang, se consideran una parte inalienable de la herencia literaria de China. El formato muy pequeño y las reglas estrictas te han hecho parecer jintishin a una pintura pequeña, donde dentro de un marco estrecho pero artificialmente encuadrado, tomas una instantánea de la existencia. [3]
Particularmente famosos por sus jintishi son Li Bai (Li Po), Du Fu (Tu Fu), Wang Wei, Meng Haoran y Bai Juyi (Po Chü-i), todos activos en los años setenta y ochenta.